# Скойка річкова
Скойка річкова, перлівниця звичайна (Margaritifera margaritifera) — вид прісноводних двостулкових молюсків, що має голоарктичне поширення. Цей вид був поширений у водоймах багатьох країн північної півкулі, зокрема України. Проте він чутливий до забруднення та в ранньому віці паразитує на рідкісних рибах, тому зараз перебуває під загрозою.

## Опис

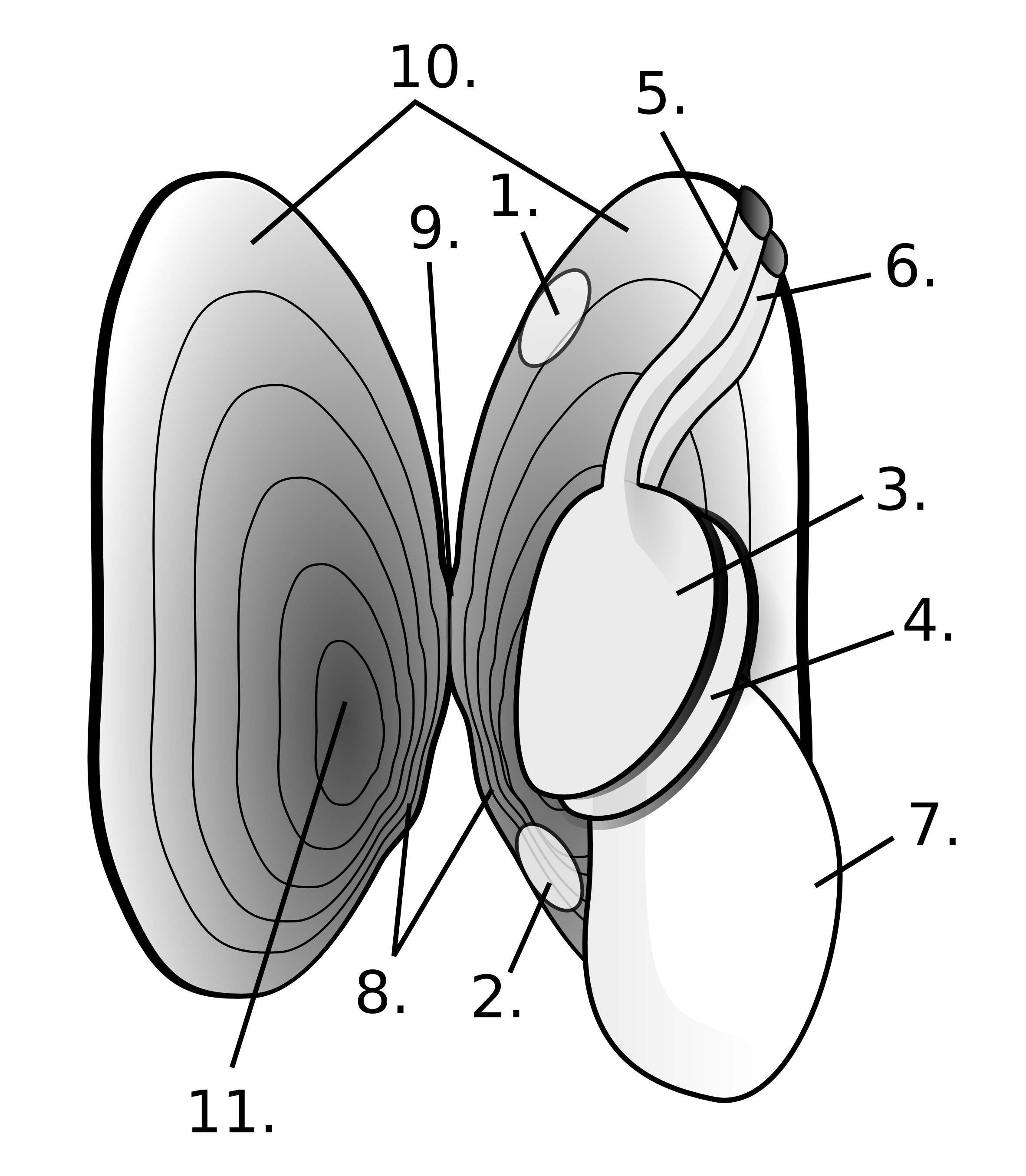
Будова річкової скойки: 1) задній аддуктор 2) передній аддуктор 3)
зовнішня зяброва дуга 4) внутрішня зяброва дуга 5) вихідний сифон 6) вхідний сифон 7) нога 8) стулки мушлі 9) перемичка мушлі 10) мантія 11) випуклість мушлі

За зовнішнім виглядом і будовою молюск схожий на беззубку звичайну. Мушля річкової скойки темно-коричнева чи чорна (в молодих особин із зеленкуватим відтінком), видовженіша та звужується до заднього кінця. Завдовжки сягає 12-13 см, максимум — 16 см. Разом з тим стулки мушлі у неї товстіші та міцніші, всередині замикаються на «замок» із зубців, які входять у відповідні заглиблення в іншій стулці. Завдяки такому пристосуванню стулки скойки міцніше змикаються між собою, ніж у беззубки. Кожна стулка має тонкий зовнішній білковий шар, товстий середній з карбонату кальцію, і кілька порівняно товстих внутрішніх перламутрових шарів. Молюск може утворювати численні дрібні перлини.
Скойка річкова живе в проточній воді, де потрібна міцніша мушля, беззубка ж водиться, насамперед, у стоячий воді озер, великих ставків, спокійних заводях річок. Що спокійніша та бідніша на солі вода, де живе молюск, то тонша його мушля. За способом живлення, розмноження, дихання та пересування скойка подібна до беззубки.

## Спосіб життя
Річкова скойка — малорухомий молюск, що фільтрує воду на глибині до 2,5 м. Якщо дно водойми достатньо пухке, він на половину закопується в нього і може не змінювати розташування впродовж десятків років. На кам'янистому дні скойка закріплюється між каменями. Вода засмоктується в мантійну порожнину через нижній сифон, омиває зябра і виштовхується через верхній сифон. Одночасно з диханням відбувається харчування, молюск споживає плаваючі в воді мікроскопічні водорості та органічні рештки. Щодоби річкова скойка пропускає крізь себе в середньому 50 л води.
Природними ворогами скойок є річкові раки, вугрі та ондатри.

## Розмноження

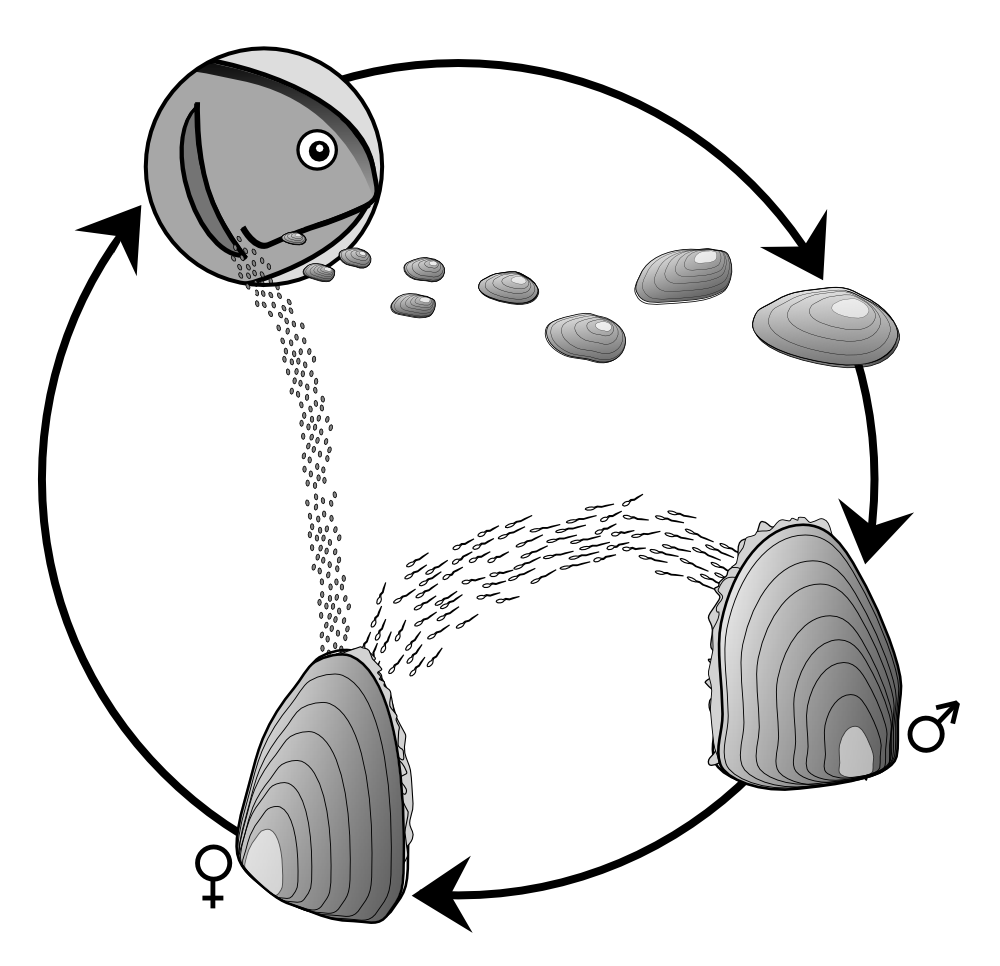
Розмноження річкової скойки

Скойки різностатеві, самці через вивідний сифон викидають сперматозоїди у воду, що потім через вхідний сифон самки потрапляють в її тіло і запліднюють наявні там яйцеклітини. В ізольованих популяціях річкові скойки можуть перетворитися в гермафродитів і вдаватися до самозапліднення. Розмноження річкової скойки відбувається в серпні-вересні.
У тілі самок виростає до 6 млн личинок по 50 мікронів завдовжки, що виношуються на зябрових пелюстках. Покинувши організм самки, личинки 2-3 дні плавають, поки не прикріплюються до зябер риб, на яких паразитують. Хазяями личинок скойок є лососеві: форель, сьомга, харіус та інші, а також гольян. Понад 99 % личинок гине, а ті, яким вдалося знайти хазяїна, змушують організм риби формувати навколо личинки капсулу з епітелію, що надалі захищає їх. Паразитування не завдає суттєвої шкоди рибі, а навіть збільшує її живучість. Скойки сповільнюють старіння хазяїв, що дозволяє зараженим рибам виживати після нересту та розмножуватися кілька разів за життя.
Впродовж 8-11 місяців личинка росте, збільшуючись у 10 разів. Влітку личинки розривають капсули та падають на дно, де й перетворюються на дорослих особин. Статевої зрілості ці молюски досягають у віці 15-20 років.

## Тривалість життя
Середня тривалість життя цього молюска складає 50-60 років. У 2004 році російський дослідник Валерій Зюганов встановив, що річкова скойка може жити і довше — по 210—250 років. Тож вона має найдовшу тривалість життя серед прісноводих безхребетних тварин і їй характерне незначне старіння.

## Охорона
Раритетний вид молюсків, занесений до Червоного списку МСОП (охоронна категорія: вид перебуває в небезпечному стані). Margaritifera margaritifera охороняється в Європі і занесена до Директиви Європейського Союзу 92/43/ЄС «Про збереження природних оселищ та видів природної фауни і флори» (Додаток ІІ. Види рослин і тварин, що становлять особливий інтерес для Європейського Союзу, збереження яких потребує створення територій особливої охорони).

## Практичне значення
У часи поширення річкова скойка була предметом промислу видобування перлин. 
Річкова скойка може вживатися в їжу, хоча не має приємного смаку. Так, за спогадами жителів України першої половини XX століття, коли скойки ще були вельми поширені, їх викопували з неглибокого дна річок граблями та кип'ятили, після чого, підсоливши, молюски були готові до споживання. Мушлі цих молюсків використовувались на Вінниччині для облицювання будинків.